# قلعه کرمجگان
قلعه کرمجگان مربوط به دوران‌های تاریخی پس از اسلام است و در شهرستان کهک، بخش مرکزی، روستای کرمجگان واقع شده است. این اثر در تاریخ ۲۸ اسفند ۱۳۸۵ با شماره ثبت ۱۸۶۷۷ به عنوان یکی از آثار ملی ایران به ثبت رسیده است.